# Батерия с твърд електролит
Акумулаторна батерия с твърд електролит или твърдотелна батерия/твърдотелен акумулатор (на английски: Solid-state battery) е електрически акумулатор, в който вместо традиционните течен или гелообразен полимерен електролит се използва твърд електролит, за да се осигури вътрешният йонен ток между електродите. Батериите с твърд електролит теоретично имат много по-висока енергийна плътност от литиевойонните или литий-полимерните батерии.
В акумулаторите с твърд електролит могат да се използват метален литий за анода и оксиди или сулфиди за катода. Анодът от метален литий е основен фактор, определящ повишената енергийна плътност. Твърдият електролит действа като идеален сепаратор, който позволява преминаване само на литиеви йони, но не и на електрони, като последните осигуряват полезния ток във външната верига по единствено възможния за тях обходен път. Акумулаторите с твърд електролит могат потенциално да решат много от проблемите, свързани с използваните понастоящем литиевойонни акумулатори с течен електролит, като възпламенимост, ограничена стойност на напрежението, нестабилна междуфазова гранична повърхност, понижен брой на експлоатационните цикли и др.
Материалите, предложени за употреба като електролити, включват керамика (напр. оксиди, сулфиди, фосфати) и твърди полимери. Акумулаторите с твърд електролит се прилагат в сърдечните стимулатори (пейсмейкърите) и в носимите устройства за радиочестотна идентификация (RFID). Акумулаторите с твърд електролит са потенциално по-безопасни въпреки по-високата си енергийна плътност. Предизвикателствата пред широкото навлизане включват енергийната и мощностната плътност, дълготрайността, разходите за активната маса и т.н.